# Großer Preis von Ungarn 2001
Der Große Preis von Ungarn 2001 (offiziell XVII Marlboro Magyar Nagydij) fand am 19. August auf dem Hungaroring in Mogyoród statt und war das 13. Rennen der Formel-1-Weltmeisterschaft 2001.

## Berichte

### Hintergrund
Nach dem Großen Preis von Deutschland führte Michael Schumacher in der Fahrerwertung mit 37 Punkten vor David Coulthard und mit 43 Punkten vor Ralf Schumacher. Vierter war Rubens Barrichello mit 44 Punkten Rückstand auf Michael Schumacher. Diese vier Fahrer waren es auch, die bei noch fünf ausbleibenden Rennen Weltmeister werden konnten. Michael Schumacher genügte allerdings ein vierter Platz zum Gewinn des Titels. In der Konstrukteurswertung führte Ferrari mit 58 Punkten vor McLaren-Mercedes und mit 68 Punkten vor Williams-BMW.
Vor dem Rennwochenende gab es zwei Fahrerwechsel: Heinz-Harald Frentzen kehrte nach einem Rennen Pause zurück und übernahm das Cockpit von Jean Alesi bei Prost. Alesi übernahm seinerseits das Cockpit von Ricardo Zonta bei Jordan, der dieses ein Rennen innehatte.
Mit Michael Schumacher, Jacques Villeneuve und Mika Häkkinen (jeweils zweimal) traten drei ehemalige Sieger zu diesem Grand Prix an.

### Training

#### Freitagstraining
Im ersten freien Training fuhr Michael Schumacher die schnellste Zeit vor seinem Teamkollegen Barrichello und Häkkinen.

#### Samstagstraining
Das zweite freie Training beendete Coulthard als Schnellster. Ihm folgten Michael Schumacher und Barrichello.

### Qualifying
Im Qualifying sicherte sich Michael Schumacher die 41. Pole-Position einer Formel-1-Karriere, gefolgt von Coulthard und Barrichello.

### Warm-Up
Im Warm-Up war Coulthard der Schnellste, gefolgt von Michael Schumacher und Barrichello.

### Rennen
Barrichello startete gut und hatte Coulthard in der ersten Kurve bereits überholt. Im hinteren Teil des Feldes drehte sich Eddie Irvine von der Strecke und blieb im Kiesbett stecken. Jenson Button hatte einen Frühstart und bekam von der Rennleitung eine 10-Sekunden-Stopp-and-Go-Strafe. Nach der ersten Runde führte Michael Schumacher vor Barrichello, Coulthard, Ralf Schumacher, Jarno Trulli und Häkkinen. In der Anfangsphase setzten sich die ersten drei Führenden von Ralf Schumacher ab, der wiederum selbst einen großen Vorsprung zu Trulli herausgefahren hatte. Trulli war währenddessen stets unter Druck von Häkkinen.
In Runde neun drehte sich Luciano Burti ohne Kontakt von der Strecke und beendete sein Rennen im Kiesbett. Drei Runden später machte Enrique Bernoldi den gleichen Fehler und musste ebenso sein Rennen beenden. Barrichello war nicht in der Lage seinem Teamkollegen zu folgen und Schumacher fuhr einen Vorsprung heraus. Obwohl Barrichellos Rundenzeiten langsamer wurden, kam Coulthard nicht vorbei.
In der 28. Runde kam Michael Schumacher zu seinem ersten Boxenstopp. Er fiel auf Position drei zurück, knapp vor seinem Bruder Ralf. Drei Runden später kam auch Barrichello an die Box, sodass Coulthard freie Fahrt hatte. Eine Runde darauf kam auch Coulthard zu seinem Boxenstopp. Er kam knapp vor Barrichello wieder auf die Strecke. In der Zwischenzeit hatte auch Trulli seinen ersten Boxenstopp absolviert, sodass Häkkinen mit freier Fahrt schnelle Rundenzeiten fuhr. Nachdem Coulthard sich zunächst von Barrichello hatte lösen können, wurde Barrichello wieder schneller und machte auf Coulthard Zeit gut.
In der zweiten Phase der Boxenstopps kam erneut Michael Schumacher als erster der Führenden herein. Die Führung übernahm Coulthard. Barrichello kam zwei Runden später zu seinem letzten Boxenstopp, Coulthard eine weitere Runde darauf. Wieder kam es zu einem Positionswechsel. Es führte nun Michael Schumacher vor Barrichello, Coulthard, Ralf Schumacher und Häkkinen.
Häkkinen fuhr in der Zwischenzeit schnelle Rundenzeiten und schloss auf Ralf Schumacher auf. Sieben Runden vor Rennende musste er allerdings zu einem dritten, unplanmäßigen Boxenstopp hereinkommen, da die Tankanlage beim zweiten Stopp nicht einwandfrei funktioniert hatte. Da der Vorsprung von Häkkinen vor dem Boxenstopp zu seinem Verfolger Nick Heidfeld groß war, verlor er keine Position.
Michael Schumacher gewann das Rennen vor seinem Teamkollegen Barrichello und Coulthard. Es war sein 51. Sieg in der Formel-1, womit er den Rekord von Alain Prost einstellte. Die restlichen Punkte gingen an Ralf Schumacher, Häkkinen und Heidfeld.
Michael Schumacher sicherte sich vorzeitig seinen vierten Weltmeisterschafts-Titel und Ferrari gewann die Konstrukteursmeisterschaft.

## Meldeliste
| Team                        | Nr. | Fahrer                | Chassis        | Motor                 | Reifen |
| --------------------------- | --- | --------------------- | -------------- | --------------------- | ------ |
| Scuderia Ferrari Marlboro   | 01  | Michael Schumacher    | Ferrari F2001  | Ferrari 3.0 V10       | B      |
| Scuderia Ferrari Marlboro   | 02  | Rubens Barrichello    | Ferrari F2001  | Ferrari 3.0 V10       | B      |
| West McLaren Mercedes       | 03  | Mika Häkkinen         | McLaren MP4-16 | Mercedes-Benz 3.0 V10 | B      |
| West McLaren Mercedes       | 04  | David Coulthard       | McLaren MP4-16 | Mercedes-Benz 3.0 V10 | B      |
| BMW WilliamsF1 Team         | 05  | Ralf Schumacher       | Williams FW23  | BMW 3.0 V10           | M      |
| BMW WilliamsF1 Team         | 06  | Juan Pablo Montoya    | Williams FW23  | BMW 3.0 V10           | M      |
| Mild Seven Benetton Renault | 07  | Giancarlo Fisichella  | Benetton B201  | Renault 3.0 V10       | M      |
| Mild Seven Benetton Renault | 08  | Jenson Button         | Benetton B201  | Renault 3.0 V10       | M      |
| Lucky Strike BAR Honda      | 09  | Olivier Panis         | BAR 003        | Honda 3.0 V10         | B      |
| Lucky Strike BAR Honda      | 10  | Jacques Villeneuve    | BAR 003        | Honda 3.0 V10         | B      |
| B&H Jordan Honda            | 11  | Jarno Trulli          | Jordan EJ11    | Honda 3.0 V10         | B      |
| B&H Jordan Honda            | 12  | Jean Alesi            | Jordan EJ11    | Honda 3.0 V10         | B      |
| Orange Arrows Asiatech      | 14  | Jos Verstappen        | Arrows A22     | Asiatech 3.0 V10      | B      |
| Orange Arrows Asiatech      | 15  | Enrique Bernoldi      | Arrows A22     | Asiatech 3.0 V10      | B      |
| Red Bull Sauber Petronas    | 16  | Nick Heidfeld         | Sauber C20     | Petronas 3.0 V10      | B      |
| Red Bull Sauber Petronas    | 17  | Kimi Räikkönen        | Sauber C20     | Petronas 3.0 V10      | B      |
| Jaguar Racing               | 18  | Eddie Irvine          | Jaguar R2      | Ford Cosworth 3.0 V10 | M      |
| Jaguar Racing               | 19  | Pedro de la Rosa      | Jaguar R2      | Ford Cosworth 3.0 V10 | M      |
| European Minardi F1         | 20  | Tarso Marques         | Minardi PS01   | European 3.0 V10      | M      |
| European Minardi F1         | 21  | Fernando Alonso       | Minardi PS01   | European 3.0 V10      | M      |
| Prost Acer                  | 22  | Heinz-Harald Frentzen | Prost AP04     | Acer 3.0 V10          | M      |
| Prost Acer                  | 23  | Luciano Burti         | Prost AP04     | Acer 3.0 V10          | M      |

## Klassifikationen

### Qualifying
| Pos.                                                                   | Fahrer                | Konstrukteur     | Zeit     | Start |
| ---------------------------------------------------------------------- | --------------------- | ---------------- | -------- | ----- |
| 01                                                                     | Michael Schumacher    | Ferrari          | 1:14,059 | 01    |
| 02                                                                     | David Coulthard       | McLaren-Mercedes | 1:14,860 | 02    |
| 03                                                                     | Rubens Barrichello    | Ferrari          | 1:14,953 | 03    |
| 04                                                                     | Ralf Schumacher       | Williams-BMW     | 1:15,095 | 04    |
| 05                                                                     | Jarno Trulli          | Jordan-Honda     | 1:15,394 | 05    |
| 06                                                                     | Mika Häkkinen         | McLaren-Mercedes | 1:15,411 | 06    |
| 07                                                                     | Nick Heidfeld         | Sauber-Petronas  | 1:15,739 | 07    |
| 08                                                                     | Juan Pablo Montoya    | Williams-BMW     | 1:15,881 | 08    |
| 09                                                                     | Kimi Räikkönen        | Sauber-Petronas  | 1:15,906 | 09    |
| 10                                                                     | Jacques Villeneuve    | BAR-Honda        | 1:16,212 | 10    |
| 11                                                                     | Olivier Panis         | BAR-Honda        | 1:16,382 | 11    |
| 12                                                                     | Jean Alesi            | Jordan-Honda     | 1:16,471 | 12    |
| 13                                                                     | Pedro de la Rosa      | Jaguar-Cosworth  | 1:16,543 | 13    |
| 14                                                                     | Eddie Irvine          | Jaguar-Cosworth  | 1:16,607 | 14    |
| 15                                                                     | Giancarlo Fisichella  | Benetton-Renault | 1:16,632 | 15    |
| 16                                                                     | Heinz-Harald Frentzen | Prost-Acer       | 1:17,196 | 16    |
| 17                                                                     | Jenson Button         | Benetton-Renault | 1:17,535 | 17    |
| 18                                                                     | Fernando Alonso       | Minardi-European | 1:17,624 | 18    |
| 19                                                                     | Luciano Burti         | Prost-Acer       | 1:18,238 | 19    |
| 20                                                                     | Enrique Bernoldi      | Arrows-Asiatech  | 1:18,258 | 20    |
| 21                                                                     | Jos Verstappen        | Arrows-Asiatech  | 1:18,389 | 21    |
| 22                                                                     | Tarso Marques         | Minardi-European | 1:19,139 | 22    |
| 107-Prozent-Zeit: 1:19,243 min (bezogen auf Bestzeit von 1:14,059 min) |                       |                  |          |       |

### Rennen
| Pos. | Fahrer                | Konstrukteur     | Runden | Stopps | Zeit        | Start | Schnellste Runde |
| ---- | --------------------- | ---------------- | ------ | ------ | ----------- | ----- | ---------------- |
| 01   | Michael Schumacher    | Ferrari          | 77     | 2      | 1:41:49,675 | 01    | 1:17,436 (23.)   |
| 02   | Rubens Barrichello    | Ferrari          | 77     | 2      | + 3,363     | 03    | 1:17,274 (51.)   |
| 03   | David Coulthard       | McLaren-Mercedes | 77     | 2      | + 3,940     | 02    | 1:17,054 (53.)   |
| 04   | Ralf Schumacher       | Williams-BMW     | 77     | 2      | + 49,687    | 04    | 1:17,233 (54.)   |
| 05   | Mika Häkkinen         | McLaren-Mercedes | 77     | 3      | + 1:10,293  | 06    | 1:16,723 (51.)   |
| 06   | Nick Heidfeld         | Sauber-Petronas  | 76     | 2      | + 1 Runde   | 07    | 1:18,165 (50.)   |
| 07   | Kimi Räikkönen        | Sauber-Petronas  | 76     | 2      | + 1 Runde   | 09    | 1:18,216 (28.)   |
| 08   | Juan Pablo Montoya    | Williams-BMW     | 76     | 2      | + 1 Runde   | 08    | 1:18,030 (34.)   |
| 09   | Jacques Villeneuve    | BAR-Honda        | 75     | 2      | + 2 Runden  | 10    | 1:19,494 (75.)   |
| 10   | Jean Alesi            | Jordan-Honda     | 75     | 2      | + 2 Runden  | 12    | 1:19,134 (32.)   |
| 11   | Pedro de la Rosa      | Jaguar-Cosworth  | 75     | 2      | + 2 Runden  | 13    | 1:18,186 (51.)   |
| 12   | Jos Verstappen        | Arrows-Asiatech  | 74     | 2      | + 3 Runden  | 21    | 1:20,401 (51.)   |
| –    | Giancarlo Fisichella  | Benetton-Renault | 67     | 2      | DNF         | 15    | 1:19,471 (24.)   |
| –    | Heinz-Harald Frentzen | Prost-Acer       | 63     | 2      | DNF         | 16    | 1:20,046 (50.)   |
| –    | Tarso Marques         | Minardi-European | 63     | 2      | DNF         | 22    | 1:21,379 (51.)   |
| –    | Olivier Panis         | BAR-Honda        | 58     | 3      | DNF         | 11    | 1:19,222 (29.)   |
| –    | Jarno Trulli          | Jordan-Honda     | 53     | 2      | DNF         | 05    | 1:18,536 (50.)   |
| –    | Fernando Alonso       | Minardi-European | 37     | 1      | DNF         | 18    | 1:21,533 (18.)   |
| –    | Jenson Button         | Benetton-Renault | 34     | 2      | DNF         | 17    | 1:19,475 (29.)   |
| –    | Enrique Bernoldi      | Arrows-Asiatech  | 11     | 0      | DNF         | 20    | 1:22,045 (07.)   |
| –    | Luciano Burti         | Prost-Acer       | 8      | 0      | DNF         | 19    | 1:21,912 (08.)   |
| –    | Eddie Irvine          | Jaguar-Cosworth  | 0      | 0      | DNF         | 14    | –                |

## WM-Stände nach dem Rennen
Die ersten sechs des Rennens bekamen 10, 6, 4, 3, 2 bzw. 1 Punkt(e).

### Fahrerwertung
| Pos. | Fahrer                | Konstrukteur              | Punkte |
| ---- | --------------------- | ------------------------- | ------ |
| 01   | Michael Schumacher    | Ferrari                   | 94     |
| 02   | David Coulthard       | McLaren-Mercedes          | 51     |
| 03   | Rubens Barrichello    | Ferrari                   | 46     |
| 04   | Ralf Schumacher       | Williams-BMW              | 44     |
| 05   | Mika Häkkinen         | McLaren-Mercedes          | 21     |
| 06   | Juan Pablo Montoya    | Williams-BMW              | 15     |
| 07   | Jacques Villeneuve    | BAR-Honda                 | 11     |
| 08   | Nick Heidfeld         | Sauber-Petronas           | 11     |
| 09   | Kimi Räikkönen        | Sauber-Petronas           | 9      |
| 10   | Jarno Trulli          | Jordan-Honda              | 9      |
| 11   | Heinz-Harald Frentzen | Jordan-Honda / Prost-Acer | 6      |
| 12   | Olivier Panis         | BAR-Honda                 | 5      |

| Pos. | Fahrer               | Konstrukteur                 | Punkte |
| ---- | -------------------- | ---------------------------- | ------ |
| 13   | Eddie Irvine         | Jaguar-Cosworth              | 4      |
| 14   | Giancarlo Fisichella | Benetton-Renault             | 4      |
| 15   | Jean Alesi           | Prost-Acer / Jordan-Honda    | 4      |
| 16   | Jenson Button        | Benetton-Renault             | 2      |
| 17   | Jos Verstappen       | Arrows-Asiatech              | 1      |
| 18   | Pedro de la Rosa     | Jaguar-Cosworth              | 1      |
| 19   | Ricardo Zonta        | Jordan-Honda                 | 0      |
| 20   | Luciano Burti        | Jaguar-Cosworth / Prost-Acer | 0      |
| 21   | Enrique Bernoldi     | Arrows-Asiatech              | 0      |
| 22   | Tarso Marques        | Minardi-European             | 0      |
| 23   | Fernando Alonso      | Minardi-European             | 0      |
| 24   | Gastón Mazzacane     | Prost-Acer                   | 0      |

### Konstrukteurswertung
| Pos. | Konstrukteur     | Punkte |
| ---- | ---------------- | ------ |
| 01   | Ferrari          | 140    |
| 02   | McLaren-Mercedes | 72     |
| 03   | Williams-BMW     | 59     |
| 04   | Sauber-Petronas  | 20     |
| 05   | BAR-Honda        | 16     |
| 06   | Jordan-Honda     | 15     |

| Pos. | Konstrukteur     | Punkte |
| ---- | ---------------- | ------ |
| 07   | Benetton-Renault | 6      |
| 08   | Jaguar-Cosworth  | 5      |
| 09   | Prost-Acer       | 4      |
| 10   | Arrows-Asiatech  | 1      |
| 11   | Minardi-European | 0      |